# Giải vô địch bóng đá nữ U-17 thế giới 2018
Giải vô địch bóng đá nữ U-17 thế giới 2018  (tiếng Anh: 2018 FIFA U-17 Women's World Cup) là giải đấu lần thứ 6 của Giải vô địch bóng đá nữ U-17 thế giới, giải vô địch bóng đá trẻ quốc tế hai năm một lần dành cho nữ có sự tham gia của các đội tuyển nữ U-17 quốc gia của các liên đoàn thành viên thuộc FIFA, kể từ lần đầu tiên vào năm 2008.
Được tổ chức tại Uruguay từ ngày 13 tháng 11 đến ngày 1 tháng 12 năm 2018. Triều Tiên là đương kim vô địch, nhưng sau đó đã bị loại sau khi thua Tây Ban Nha ở tứ kết.
Trận chung kết diễn ra tại Sân vận động Charrúa, Montevideo giữa Tây Ban Nha và México, trận tái đấu ở vòng bảng năm 2016. Tây Ban Nha đã giành chức vô địch đầu tiên sau khi đánh bại México với tỷ số 2–1.

## Chọn nước chủ nhà
Vào ngày 6 tháng 3 năm 2014, FIFA thông báo bắt đầu đấu thầu Giải vô địch bóng đá nữ U-17 thế giới 2018. Các liên đoàn thành viên quan tâm đến việc đăng cai phải nộp bản tuyên bố trước ngày 15 tháng 4 năm 2014 và cung cấp bộ tài liệu đấu thầu đầy đủ trước ngày 31 tháng 10 năm 2014.
Các quốc gia sau đây đã chính thức đấu thầu để đăng cai giải đấu:
- Bosnia và Herzegovina
- Ai Cập
- Phần Lan
- Bắc Ireland
- Thụy Điển

Quyết định về nước chủ nhà ban đầu được đưa ra tại cuộc họp của Ủy ban điều hành FIFA vào ngày 19–20 tháng 3 năm 2015, nhưng không có thông báo nào được đưa ra sau cuộc họp.
Trong chuyến thăm Uruguay của chủ tịch FIFA Gianni Infantino vào tháng 3 năm 2016, Uruguay đã bày tỏ sự quan tâm đến việc tổ chức sự kiện này. Hội đồng FIFA đã quyết định chọn Uruguay là nước chủ nhà vào ngày 10 tháng 5 năm 2016. Đây là giải đấu quốc tế đầu tiên được tổ chức tại quốc gia này kể từ Giải vô địch bóng đá thế giới 1930 và là sự kiện thể thao đầu tiên của FIFA dành cho nữ được tổ chức tại Uruguay.

## Các đội tuyển vượt qua vòng loại
Tổng cộng có 16 đội đủ điều kiện tham gia vòng chung kết. Ngoài Uruguay đủ điều kiện tự động với tư cách là chủ nhà, 15 đội khác đủ điều kiện từ sáu giải đấu châu lục riêng biệt. Việc phân bổ suất đã được Hội đồng FIFA chấp thuận vào ngày 13–14 tháng 10 năm 2016.
| Liên đoàn                            | Giải đấu loại                                                         | Đội tuyển         | Số lần tham dự | Tham dự lần cuối | Thành tích tốt nhất                      |
| ------------------------------------ | --------------------------------------------------------------------- | ----------------- | -------------- | ---------------- | ---------------------------------------- |
| AFC (Châu Á)                         | Giải vô địch bóng đá nữ U-17 châu Á 2017                              | Nhật Bản          | 6              | 2016             | Vô địch (2014)                           |
| AFC (Châu Á)                         | Giải vô địch bóng đá nữ U-17 châu Á 2017                              | CHDCND Triều Tiên | 6              | 2016             | Vô địch (2008, 2016)                     |
| AFC (Châu Á)                         | Giải vô địch bóng đá nữ U-17 châu Á 2017                              | Hàn Quốc          | 3              | 2010             | Vô địch (2010)                           |
| CAF (Châu Phi)                       | Vòng loại Giải vô địch bóng đá nữ U-17 thế giới 2018 khu vực châu Phi | Cameroon          | 2              | 2016             | Vòng bảng (2016)                         |
| CAF (Châu Phi)                       | Vòng loại Giải vô địch bóng đá nữ U-17 thế giới 2018 khu vực châu Phi | Ghana             | 6              | 2016             | Hạng ba (2012)                           |
| CAF (Châu Phi)                       | Vòng loại Giải vô địch bóng đá nữ U-17 thế giới 2018 khu vực châu Phi | Nam Phi           | 2              | 2010             | Vòng bảng (2010)                         |
| CONCACAF (Bắc, Trung Mỹ & Caribbean) | Giải vô địch bóng đá nữ U-17 CONCACAF 2018                            | Canada            | 6              | 2016             | Tứ kết (2008, 2012, 2014)                |
| CONCACAF (Bắc, Trung Mỹ & Caribbean) | Giải vô địch bóng đá nữ U-17 CONCACAF 2018                            | México            | 5              | 2016             | Tứ kết (2014, 2016)                      |
| CONCACAF (Bắc, Trung Mỹ & Caribbean) | Giải vô địch bóng đá nữ U-17 CONCACAF 2018                            | Hoa Kỳ            | 4              | 2016             | Á quân (2008)                            |
| CONMEBOL (Nam Mỹ)                    | Chủ nhà                                                               | Uruguay           | 2              | 2012             | Vòng bảng (2012)                         |
| CONMEBOL (Nam Mỹ)                    | Giải vô địch bóng đá nữ U-17 Nam Mỹ 2018                              | Brasil            | 5              | 2016             | Tứ kết (2010, 2012)                      |
| CONMEBOL (Nam Mỹ)                    | Giải vô địch bóng đá nữ U-17 Nam Mỹ 2018                              | Colombia          | 4              | 2014             | Vòng bảng (2008, 2012, 2014)             |
| OFC (Châu Đại Dương)                 | Giải vô địch bóng đá nữ U-16 châu Đại Dương 2017                      | New Zealand       | 6              | 2016             | Vòng bảng (2008, 2010, 2012, 2014, 2016) |
| UEFA (Châu Âu)                       | Giải vô địch bóng đá nữ U-17 châu Âu 2018                             | Phần Lan          | 1              | Không có         | Lần đầu tiên tham dự                     |
| UEFA (Châu Âu)                       | Giải vô địch bóng đá nữ U-17 châu Âu 2018                             | Đức               | 6              | 2016             | Hạng ba (2008)                           |
| UEFA (Châu Âu)                       | Giải vô địch bóng đá nữ U-17 châu Âu 2018                             | Tây Ban Nha       | 4              | 2016             | Á quân (2014)                            |

## Địa điểm
| Colonia del Sacramento                                                                                              | Maldonado                                                            | Montevideo                                    |
| --- | -------------------------------------------------------------------- | --------------------------------------------- |
| Sân vận động Profesor Alberto Suppici                                                                               | Sân vận động Domingo Burgueño (Sân vận động Domingo Burgueño Miguel) | Sân vận động Charrúa                          |
| 34°28′1″N 57°50′43″T / 34,46694°N 57,84528°T                                                                        | 34°54′52″N 54°57′19″T / 34,91444°N 54,95528°T                        | 34°52′42″N 56°05′22″T / 34,87833°N 56,08944°T |
| Sức chứa: 6,500 | Sức chứa: 22,000                                                     | Sức chứa: 14,000                              |
| |                                                                      |                                               |
| Colonia del SacramentoMaldonadoMontevideo Vị trí các thành phố đăng cai Giải vô địch bóng đá nữ U-17 thế giới 2018. |                                                                      |                                               |

## Thương hiệu
Biểu trưng chính thức được ra mắt vào ngày 16 tháng 11 năm 2017 tại Palacio Legislativo ở Montevideo. Biểu trưng được lấy cảm hứng từ đường bờ biển nổi tiếng và hình dạng của cúp vô địch bóng đá nữ U-17 thế giới. Biểu trưng có hình bông hoa ceibo của Uruguay, tay trống Candombe và mặt trời từ quốc kỳ Uruguay.

## Linh vật
Linh vật chính thức của giải đấu là chuột lang Capi được ra mắt vào ngày 7 tháng 6 năm 2018, lấy cảm hứng từ loài chuột lang Uruguay.

## Khẩu hiệu
Khẩu hiệu chính thức của giải đấu là "Same Game, Same Emotion" (tạm dịch: Chung một cuộc chơi, chung một cảm xúc) đã được công bố vào ngày 29 tháng 9 năm 2018.

## Bốc thăm
Lễ bốc thăm chia bảng được tổ chức vào ngày 30 tháng 5 năm 2018, 15:00 CEST (UTC+2), tại Trụ sở FIFA ở Zürich. Các đội được xếp hạt giống dựa trên thành tích của họ tại các mùa giải trước đó và các giải đấu châu lục, với đội chủ nhà Uruguay được xếp hạt giống tự động và được xếp vào vị trí A1. Các đội cùng liên đoàn không được gặp nhau ở vòng bảng.
Danh tính của ba đội từ CONCACAF không được biết vào thời điểm bốc thăm, và được xếp hạt giống dựa trên thứ hạng của ba đội có thành tích tốt nhất từ khu vực trong các mùa giải trước. Họ được phân bổ vào ba vị trí dành riêng cho CONCACAF sau khi vòng loại kết thúc dựa trên thứ hạng của họ trong công thức xếp hạt giống (thay vì thứ hạng của họ trong vòng loại).
| Nhóm 1                                                 | Nhóm 2                          | Nhóm 3                                     | Nhóm 4                                     |
| ------------------------------------------------------ | ------------------------------- | ------------------------------------------ | ------------------------------------------ |
| - Uruguay - Nhật Bản - CHDCND Triều Tiên - Tây Ban Nha | - Đức - Ghana - México - Canada | - Brasil - New Zealand - Hoa Kỳ - Hàn Quốc | - Colombia - Nam Phi - Cameroon - Phần Lan |

## Trọng tài
Tổng cộng có 15 trọng tài và 28 trợ lý trọng tài được FIFA bổ nhiệm cho giải đấu.
| Liên đoàn | Trọng tài                                                                         | Trợ lý trọng tài |
| --------- | --------------------------------------------------------------------------------- | --- |
| AFC       | Casey Reibelt Yoshimi Yamashita                                                   | Makoto Bozono Lee Seul-gi Naomi Teshirogi Trương Thị Lệ Trinh |
| CAF       | Salima Mukansanga                                                                 | Bielignin Some Fanta Idrissa Kone |
| CONCACAF  | Marie-Soleil Beaudoin Ekaterina Koroleva Lucila Venegas                           | Mayte Chavez Enedina Caudillo Princess Brown Felisha Mariscal Deleana Quan Stephanie-Dale Yee Sing                                                                                 |
| CONMEBOL  | Laura Fortunato Maria Carvajal Olga Miranda                                       | Mary Cristina Blanco Bolivar Mariana De Almeida Nilda Gamarra Maria Rocco Loreto Toloza Sacilotti Leslie Vasquez                                                                   |
| OFC       | Finau Vulivuli                                                                    | Sarah Jones |
| UEFA      | Riem Hussein Katalin Kulcsár Monika Mularczyk Sara Persson Anastasia Pustovoytova | Nicolet Bakker Oleksandra Ardasheva Julia Magnusson Rocio Puento Pino Ekaterina Kurochkina Kylie McMullan Lisa Rashid Lucie Ratajová Maria Sukenikova Mihaela Tepusa Katalin Török |

## Đội hình
Các cầu thủ sinh từ ngày 1 tháng 1 năm 2001 đến ngày 31 tháng 12 năm 2003 đủ điều kiện tham gia giải đấu. Mỗi đội phải chỉ định một đội hình sơ bộ gồm 35 cầu thủ. Từ đội hình sơ bộ, đội phải chỉ định một đội hình cuối cùng gồm 21 cầu thủ (ba trong số đó phải là thủ môn) trước thời hạn của FIFA. Các cầu thủ trong đội hình cuối cùng có thể được thay thế do chấn thương nghiêm trọng cho đến 24 giờ trước khi bắt đầu trận đấu đầu tiên của đội.

## Vòng bảng

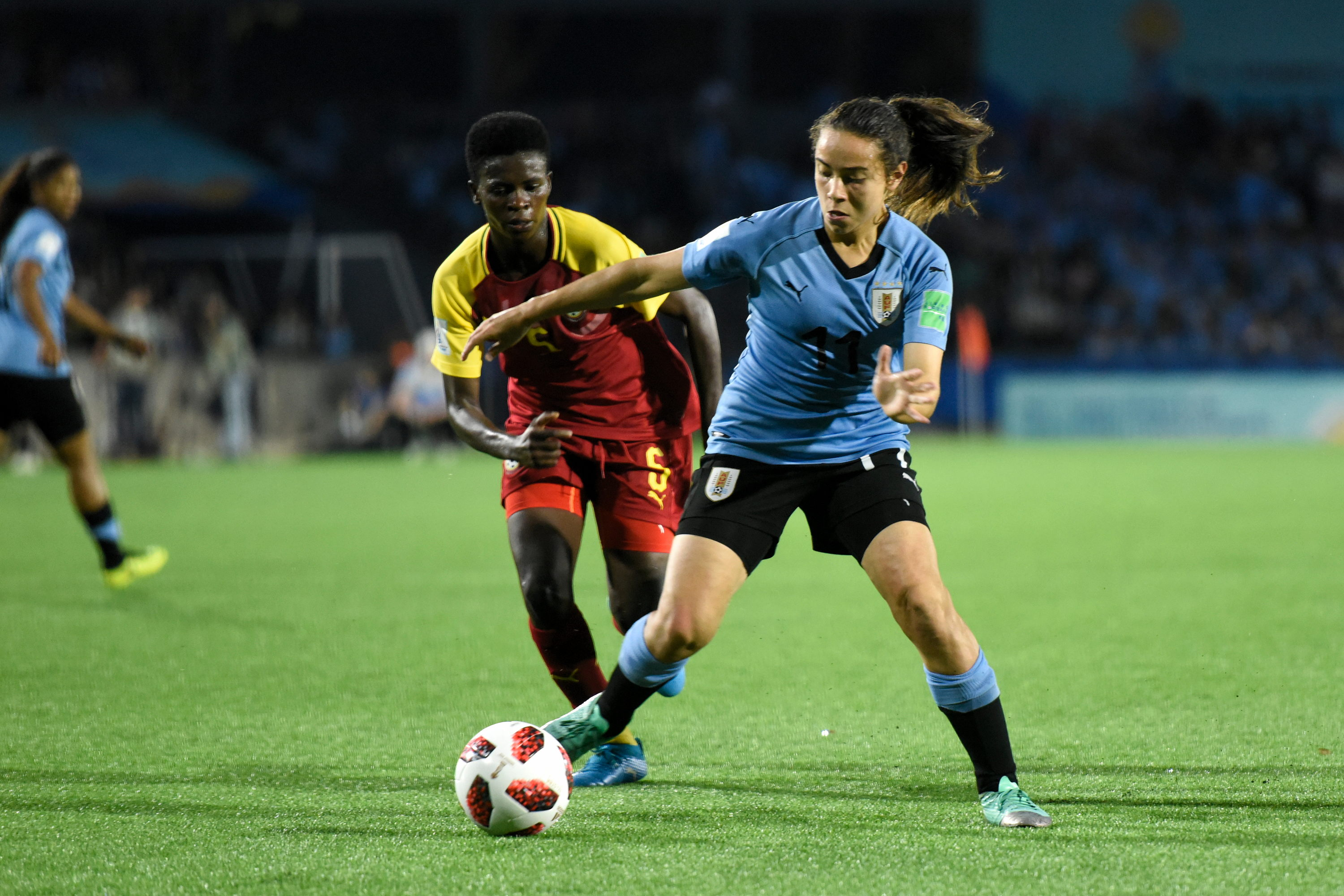
Trận thi đấu giữa Uruguay và Ghana

Lịch thi đấu chính thức được công bố vào ngày 8 tháng 2 năm 2018.
Hai đội đứng đầu mỗi bảng sẽ gành quyền vào tứ kết. Thứ hạng của các đội trong mỗi bảng được xác định như sau (quy định Điều 17.7):
1. Điểm đạt được trong tất cả các trận đấu vòng bảng;
2. Hiệu số bàn thắng bại trong tất cả các trận đấu vòng bảng;
3. Số bàn thắng được ghi trong tất cả các trận đấu vòng bảng;

Nếu hai hoặc nhiều đội bằng điểm nhau dựa trên ba tiêu chí trên, thứ hạng của họ sẽ được xác định như sau:
1. Điểm đạt được trong các trận đấu vòng bảng giữa các đội liên quan;
2. Hiệu số bàn thắng bại trong các trận đấu vòng bảng giữa các đội liên quan;
3. Số bàn thắng được ghi trong các trận đấu vòng bảng giữa các đội liên quan;
4. Điểm kỷ luật trong tất cả các trận đấu vòng bảng:   - Thẻ vàng đầu tiên: trừ 1 điểm;
  - Thẻ đỏ gián tiếp (thẻ vàng thứ hai): trừ 3 điểm;
  - Thẻ đỏ trực tiếp: trừ 4 điểm;
  - Thẻ vàng và thẻ đỏ trực tiếp: trừ 5 điểm;
5. Quyết định bốc thăm của ban tổ chức.

Tất cả các trận đấu diễn ra theo giờ địa phương, UYT (UTC−3).

### Bảng A
| VT | Đội         | ST | T | H | B | BT | BB | HS | Đ | Giành quyền tham dự     |
| -- | ----------- | -- | - | - | - | -- | -- | -- | - | ----------------------- |
| 1  | Ghana       | 3  | 3 | 0 | 0 | 10 | 1  | +9 | 9 | Vòng đấu loại trực tiếp |
| 2  | New Zealand | 3  | 2 | 0 | 1 | 3  | 3  | 0  | 6 | Vòng đấu loại trực tiếp |
| 3  | Phần Lan    | 3  | 0 | 1 | 2 | 2  | 5  | −3 | 1 |                         |
| 4  | Uruguay (H) | 3  | 0 | 1 | 2 | 2  | 8  | −6 | 1 |                         |

| New Zealand | 1–0      | Phần Lan |
| ----------- | -------- | -------- |
| - Brown 41' | Chi tiết |          |

| Uruguay | 0–5      | Ghana                                               |
| ------- | -------- | --------------------------------------------------- |
|         | Chi tiết | - Mumuni 20' - Abdulai 25', 78', 90+1' - Pokuaa 66' |

| Phần Lan       | 1–3      | Ghana                                  |
| -------------- | -------- | -------------------------------------- |
| - Kantanen 75' | Chi tiết | - Pokuaa 6' - Abdulai 13' - Animah 86' |

| Uruguay     | 1–2      | New Zealand                 |
| ----------- | -------- | --------------------------- |
| - Aquino 8' | Chi tiết | - Wisnewski 26' - Brown 36' |

| Phần Lan       | 1–1      | Uruguay       |
| -------------- | -------- | ------------- |
| - Vuorinen 51' | Chi tiết | - Pizarro 79' |

| Ghana              | 2–0      | New Zealand |
| ------------------ | -------- | ----------- |
| - Abdulai 61', 89' | Chi tiết |             |

### Bảng B
| VT | Đội      | ST | T | H | B | BT | BB | HS | Đ | Giành quyền tham dự     |
| -- | -------- | -- | - | - | - | -- | -- | -- | - | ----------------------- |
| 1  | Nhật Bản | 3  | 1 | 2 | 0 | 7  | 1  | +6 | 5 | Vòng đấu loại trực tiếp |
| 2  | México   | 3  | 1 | 2 | 0 | 2  | 1  | +1 | 5 | Vòng đấu loại trực tiếp |
| 3  | Brasil   | 3  | 1 | 1 | 1 | 4  | 2  | +2 | 4 |                         |
| 4  | Nam Phi  | 3  | 0 | 1 | 2 | 1  | 10 | −9 | 1 |                         |

| Brasil | 0–0      | Nhật Bản |
| ------ | -------- | -------- |
|        | Chi tiết |          |

| México | 0–0      | Nam Phi |
| ------ | -------- | ------- |
|        | Chi tiết |         |

| Nhật Bản                                                                        | 6–0      | Nam Phi |
| ------------------------------------------------------------------------------- | -------- | ------- |
| - Osawa 4', 23' - Tanaka 37' (ph.đ.) - S. Ito 41', 55' (ph.đ.) - Yamamoto 90+1' | Chi tiết |         |

| México     | 1–0      | Brasil |
| ---------- | -------- | ------ |
| - Buso 43' | Chi tiết |        |

| Nhật Bản        | 1–1      | México         |
| --------------- | -------- | -------------- |
| - Kinoshita 40' | Chi tiết | - González 63' |

| Nam Phi        | 1–4      | Brasil                                                               |
| -------------- | -------- | -------------------------------------------------------------------- |
| - Vilakazi 53' | Chi tiết | - Jheniffer 50' - Júlia 51' (ph.đ.) - Amanda 54' - Maria Eduarda 60' |

### Bảng C
| VT | Đội               | ST | T | H | B | BT | BB | HS | Đ | Giành quyền tham dự     |
| -- | ----------------- | -- | - | - | - | -- | -- | -- | - | ----------------------- |
| 1  | Đức               | 3  | 2 | 0 | 1 | 8  | 2  | +6 | 6 | Vòng đấu loại trực tiếp |
| 2  | CHDCND Triều Tiên | 3  | 2 | 0 | 1 | 6  | 5  | +1 | 6 | Vòng đấu loại trực tiếp |
| 3  | Cameroon          | 3  | 1 | 0 | 2 | 2  | 5  | −3 | 3 |                         |
| 4  | Hoa Kỳ            | 3  | 1 | 0 | 2 | 3  | 7  | −4 | 3 |                         |

| Hoa Kỳ                                   | 3–0      | Cameroon |
| ---------------------------------------- | -------- | -------- |
| - Fishel 22' - Fontes 45+5' (ph.đ.), 81' | Chi tiết |          |

| CHDCND Triều Tiên | 1–4      | Đức                                           |
| ----------------- | -------- | --------------------------------------------- |
| - Yun Ji-hwa 69'  | Chi tiết | - Blümel 14' - Corley 35', 70' - Weidauer 84' |

| Hoa Kỳ | 0–3      | CHDCND Triều Tiên                                        |
| ------ | -------- | -------------------------------------------------------- |
|        | Chi tiết | - Ri Kum-hyang 25' - Kim Yun-ok 32' - Kim Kyong-yong 52' |

| Đức | 0–1      | Cameroon     |
| --- | -------- | ------------ |
|     | Chi tiết | - Kameni 54' |

| Đức                                              | 4–0      | Hoa Kỳ |
| ------------------------------------------------ | -------- | ------ |
| - Fudalla 4' - Martinez 32', 65' - Donhauser 89' | Chi tiết |        |

| Cameroon    | 1–2      | CHDCND Triều Tiên                   |
| ----------- | -------- | ----------------------------------- |
| - Kameni 6' | Chi tiết | - Ko Kyong-hui 45' - Ri Su-jong 75' |

### Bảng D
| VT | Đội         | ST | T | H | B | BT | BB | HS | Đ | Giành quyền tham dự     |
| -- | ----------- | -- | - | - | - | -- | -- | -- | - | ----------------------- |
| 1  | Tây Ban Nha | 3  | 2 | 1 | 0 | 10 | 1  | +9 | 7 | Vòng đấu loại trực tiếp |
| 2  | Canada      | 3  | 2 | 0 | 1 | 5  | 5  | 0  | 6 | Vòng đấu loại trực tiếp |
| 3  | Colombia    | 3  | 0 | 2 | 1 | 2  | 5  | −3 | 2 |                         |
| 4  | Hàn Quốc    | 3  | 0 | 1 | 2 | 1  | 7  | −6 | 1 |                         |

| Hàn Quốc | 0–4      | Tây Ban Nha                                             |
| -------- | -------- | ------------------------------------------------------- |
|          | Chi tiết | - Eva Navarro 17' - Pina 51', 65' - Paola Hernández 59' |

| Canada                                          | 3–0      | Colombia |
| ----------------------------------------------- | -------- | -------- |
| - Huitema 77' - Williams 88' - De Filippo 90+4' | Chi tiết |          |

| Hàn Quốc | 0–2      | Canada                         |
| -------- | -------- | ------------------------------ |
|          | Chi tiết | - Huitema 59' - Kazandjian 74' |

| Colombia      | 1–1      | Tây Ban Nha |
| ------------- | -------- | ----------- |
| - Robledo 53' | Chi tiết | - Okoye 52' |

| Colombia        | 1–1      | Hàn Quốc                 |
| --------------- | -------- | ------------------------ |
| - Robledo 90+1' | Chi tiết | - Cho Mi-jin 14' (ph.đ.) |

| Tây Ban Nha                                                      | 5–0      | Canada |
| ---------------------------------------------------------------- | -------- | ------ |
| - Paralluelo 9' - I. López 22', 50' - Pina 25' - Eva Navarro 71' | Chi tiết |        |

## Vòng đấu loại trực tiếp
Ở vòng đấu loại trực tiếp, nếu trận đấu có tỷ số hòa khi hết thời gian thi đấu chính thức, loạt sút luân lưu sẽ được sử dụng để xác định đội chiến thắng (không có hiệp phụ).

### Sơ đồ
|  | Tứ kết                       | Tứ kết                   |                          |       | Bán kết       | Bán kết       |  |  | Chung kết | Chung kết |
|  |                              |                          |                          |       |               |               |  |  |           |           |
|  | 24 tháng 11 – Colonia del S. |                          |                          |       |               |               |  |  |           |           |
|  |                              |                          |                          |       |               |               |  |  |           |           |
|  | Nhật Bản                     | 1 (3)                    |                          |       |               |               |  |  |           |           |
|  | Nhật Bản                     | 1 (3)                    | 28 tháng 11 – Montevideo |       |               |               |  |  |           |           |
|  | New Zealand (p)              | 1 (4)                    |                          |       |               |               |  |  |           |           |
|  | New Zealand (p)              | 1 (4)                    | New Zealand              | 0     |               |               |  |  |           |           |
|  | 24 tháng 11 – Colonia del S. |                          | New Zealand              | 0     |               |               |  |  |           |           |
|  |                              | Tây Ban Nha              | 2                        |       |               |               |  |  |           |           |
|  | Tây Ban Nha (p)              | Tây Ban Nha              | 2                        | 1 (3) |               |               |  |  |           |           |
|  | Tây Ban Nha (p)              |                          | 1 tháng 12 – Montevideo  | 1 (3) |               |               |  |  |           |           |
|  | CHDCND Triều Tiên            | 1 (1)                    |                          |       |               |               |  |  |           |           |
|  | CHDCND Triều Tiên            | 1 (1)                    | Tây Ban Nha              | 2     |               |               |  |  |           |           |
|  | 25 tháng 11 – Montevideo     |                          | Tây Ban Nha              | 2     |               |               |  |  |           |           |
|  |                              | México                   | 1                        |       |               |               |  |  |           |           |
|  | Ghana                        | México                   | 1                        | 2 (2) |               |               |  |  |           |           |
|  | Ghana                        | 28 tháng 11 – Montevideo |                          | 2 (2) |               |               |  |  |           |           |
|  | México (p)                   | 2 (4)                    |                          |       |               |               |  |  |           |           |
|  | México (p)                   | 2 (4)                    | México                   | 1     |               |               |  |  |           |           |
|  | 25 tháng 11 – Montevideo     |                          | México                   | 1     |               |               |  |  |           |           |
|  |                              | Canada                   | 0                        |       | Tranh hạng ba | Tranh hạng ba |  |  |           |           |
|  | Đức                          | Canada                   | 0                        | 0     | Tranh hạng ba | Tranh hạng ba |  |  |           |           |
|  | Đức                          |                          | 1 tháng 12 – Montevideo  | 0     |               |               |  |  |           |           |
|  | Canada                       | 1                        |                          |       |               |               |  |  |           |           |
|  | Canada                       | 1                        | New Zealand              | 2     |               |               |  |  |           |           |
|  |                              |                          |                          |       |               |               |  |  |           |           |
|  | Canada                       | 1                        |                          |       |               |               |  |  |           |           |
|  | Canada                       | 1                        |                          |       |               |               |  |  |           |           |

### Tứ kết
| Tây Ban Nha                                         | 1–1      | CHDCND Triều Tiên                                    |
| --------------------------------------------------- | -------- | ---------------------------------------------------- |
| - Pina 72'                                          | Chi tiết | - Kim Kyong-yong 74'                                 |
| Loạt sút luân lưu                                   |          |                                                      |
| - Paola Hernández - I. López - Eva Navarro - Nevado | 3–1      | - Kim Yun-ok - Ri Su-gyong - Ri Sin-ok - Choe Kum-ok |

| Nhật Bản                                             | 1–1      | New Zealand                                 |
| ---------------------------------------------------- | -------- | ------------------------------------------- |
| - Mackay-Wright 31' (l.n.)                           | Chi tiết | - Abbott 17'                                |
| Loạt sút luân lưu                                    |          |                                             |
| - Matsuda - Kinoshita - Tomioka - Kamiya - Yoshizumi | 3–4      | - Hahn - Wisnewski - Brown - Stewart - Leat |

| Ghana                                 | 2–2      | México                               |
| ------------------------------------- | -------- | ------------------------------------ |
| - Abdulai 46' - Teye 75'              | Chi tiết | - Pérez 61' (ph.đ.), 82'             |
| Loạt sút luân lưu                     |          |                                      |
| - Abdulai - Tweneboaa - Teye - Oppong | 2–4      | - Pérez - Flores - Mauleón - Peralta |

| Đức | 0–1      | Canada        |
| --- | -------- | ------------- |
|     | Chi tiết | - Huitema 83' |

### Bán kết
| New Zealand | 0–2      | Tây Ban Nha               |
| ----------- | -------- | ------------------------- |
|             | Chi tiết | - Pina 39' - I. López 48' |

| México              | 1–0      | Canada |
| ------------------- | -------- | ------ |
| - Pérez 25' (ph.đ.) | Chi tiết |        |

### Tranh hạng ba
| New Zealand         | 2–1      | Canada           |
| ------------------- | -------- | ---------------- |
| - Wisnewski 1', 13' | Chi tiết | - Kazandjian 64' |

### Chung kết
| Tây Ban Nha     | 2–1      | México       |
| --------------- | -------- | ------------ |
| - Pina 16', 26' | Chi tiết | - Castro 29' |

## Vô địch
| Giải vô địch bóng đá nữ U-17 thế giới 2018 |
| ------------------------------------------ |
| · Tây Ban Nha · Lần thứ nhất               |

## Cầu thủ ghi bàn
Đã có 86 bàn thắng ghi được trong 32 trận đấu, trung bình 2.69 bàn thắng mỗi trận đấu.
7 bàn thắng
- Mukarama Abdulai
- Clàudia Pina

3 bàn thắng
- Jordyn Huitema
- Nicole Pérez
- Grace Wisnewski
- Irene López

2 bàn thắng
- Alice Kameni
- Lara Kazandjian
- Gisela Robledo
- Gia Corley
- Shekiera Martinez
- Millot Pokuaa
- Sara Ito
- Haruka Osawa
- Kelli Brown
- Kim Kyong-yong
- Eva Navarro
- Sunshine Fontes

1 bàn thắng
- Amanda
- Maria Eduarda
- Jheniffer
- Júlia
- Jessica De Filippo
- Andersen Williams
- Jenni Kantanen
- Aino Vuorinen
- Charlotte Blümel
- Laura Donhauser
- Vanessa Fudalla
- Sophie Weidauer
- Grace Animah
- Fuseina Mumuni
- Suzzy Teye
- Momoka Kinoshita
- Tomoko Tanaka
- Yuzuki Yamamoto
- Vanessa Buso
- Denise Castro
- Alison González
- Amelia Abbott
- Yun Ji-hwa
- Ri Kum-hyang
- Ko Kyong-hui
- Ri Su-jong
- Kim Yun-ok
- Zethembiso Vilakazi
- Cho Mi-jin
- Paola Hernández
- Mabel Okoye
- Salma Paralluelo
- Mia Fishel
- Belén Aquino
- Esperanza Pizarro

1 bàn phản lưới nhà
- Hannah Mackay-Wright (trong trận gặp Nhật Bản)

## Giải thưởng
Các giải thưởng sau đây đã được trao sau giải đấu:
| Quả bóng vàng | Quả bóng bạc | Quả bóng đồng    |
| ------------- | ------------ | ---------------- |
| Clàudia Pina  | Nicole Pérez | Mukarama Abdulai |

| Chiếc giày vàng                            | Chiếc giày bạc | Chiếc giày đồng |
| ------------------------------------------ | -------------- | --------------- |
| Mukarama Abdulai (7 bàn thắng, 2 kiến tạo) | Clàudia Pina   | Irene López     |

| Giải phong cách FIFA | Găng tay vàng |
| -------------------- | ------------- |
| Nhật Bản             | Catalina Coll |